# Dự luật 8 California (2008)
Dự luật 8 là một tu chính hiến pháp tiên khởi (initiative constitutional amendment) được đưa ra trưng cầu dân ý trong cuộc tổng tuyển cử ngày 4 tháng 11, năm 2008 tại California. Dự luật đã thay đổi hiến pháp California để thu hẹp định nghĩa của hôn nhân để chỉ cho phép hai người khác giới tính cưới nhau và loại bỏ quyền kết hôn của những cặp đồng phái tính, đã được hợp pháp hóa vào tháng 6 năm đó. Dự luật đã thêm một đoạn (7.5) vào điều I của hiến pháp, như sau: "Chỉ có trường hợp kết hôn một người nam và một người nữ mới có giá trị hoặc được công nhận tại California." Theo hiến pháp California, dự luật này có hiệu lực từ ngày 5 tháng 11, ngày hôm sau cuộc bầu cử. Dự luật không ảnh hưởng đến luật bạn tình chung nhà tại California.
Các vận động ủng hộ và chống đối Dự luật 8 đã gây quỹ $39,9 triệu và $43,3 triệu, theo thứ tự đó, trở thành vận động có quỹ cao nhất trong bất cứ tiểu bang nào vào ngày đó, tiêu tiền cao hơn tất cả mọi vận động toàn quốc trừ cuộc vận động tranh cử tổng thống. Những người ủng hộ biện luận rằng hôn nhân khác giới là "một định chế thiết yếu của xã hội", và nếu giữ nguyên hiên pháp có thể sẽ "đưa đến việc trường công dạy cho con em chúng ta hôn nhân đồng tính là bình thường", và những người đồng tính sẽ "định nghĩa lại hôn nhân cho người khác". Những người chống đối biện luận rằng "quyền tự do kết hôn là nền tảng của xã hội chúng ta", và hiến pháp California "phải bảo đảm cùng các quyền tự do và quyền cho tất cả mọi người" và dự luật "quy định một số luật riêng cho những cặp đồng tính luyến ái nam và nữ và các luật khác cho mọi người khác". Họ cũng cho rằng "bình đẳng dưới luật pháp là khoản bảo đảm cơ bản của hiến pháp".
Sau khi dự luật đã được thông qua, nhiều cuộc biểu tình và phản đối diễn ra tại California và toàn quốc. Nhiều cặp đồng tính và cơ quan chính phủ tố tụng tại Tối cao Pháp viện California để lật đổ dự luật này vì những lý do về hiệu lực của dự luật và ảnh hưởng đến những hôn nhân đồng giới đã được thực hiện trước đó. Ngày 26 tháng 5 năm 2009, Tối cao Pháp viện California quyết định giữ hiệu lực Dự luật 8 và đồng thời hợp pháp hóa cuộc hôn nhân của 18.000 cặp đồng tính đã kết hôn trước khi dự luật có hiệu lực.
Phe ủng hộ kiện kháng án đến Tối cao pháp viện Hoa Kỳ. Vào ngày 26 tháng 6 năm 2013, Tối cao pháp viện phán quyết rằng những người kháng án không đủ tư cách để kiện. Hôn nhân đồng tính lập tức được hợp pháp hóa tại California.

## Sơ lược lịch sử
Tháng 3 năm 2000, cử tri California đã thông qua Dự luật 22 để quy định trong luật tiểu bang là chỉ có trường hợp kết hôn giữa một người nam và một người nữ là có giá trị hoặc được công nhận tại California. Vào tháng 5 năm 2008, Tối cao Pháp viện California phán quyết là đạo luật do Dự luật 22 ban hành và các đạo luật khác giới hạn việc kết hôn là chỉ giữa một người nam và một người nữ là vi phạm điều khoản bảo vệ bình đẳng của Hiến pháp California. Tòa này cũng phán quyết là những người đồng phái tính có quyền kết hôn theo Hiến pháp California. Vì phán quyến này, việc kết hôn giữa những người đồng phái tính được có giá trị hoặc công nhận tại California.

## Kết quả

Kết quả trưng cầu dân ý theo quận

| Phiếu                   | Số phiếu   | %      |
| ----------------------- | ---------- | ------ |
| Thuận                   | 7,001,084  | 52.24  |
| Chống                   | 6,401,482  | 47.76  |
| Số phiếu hợp lệ         | 13,402,566 | 97.52  |
| Không hợp lệ hoặc trắng | 340,611    | 2.48   |
| Tổng cộng               | 13,743,177 | 100.00 |